# Fitka kazimierska
Fitka kazimierska (bieda, fiutka, dziod, dziadowsko spółka, pitucha) – polski produkt tradycyjny, regionalna zupa składająca się z ziemniaków, warzyw, podsmażonej cebuli, skwarek ze słoniny, kaszy jęczmiennej oraz przecieru pomidorowego. Gotowana jest na wywarze mięsnym lub zabielana mlekiem.

## Pochodzenie
Potrawa ta została stworzona z myślą o zaspokajaniu głodu dużej liczby osób jak najmniejszym kosztem (podobnie jak bigos), gdyż można ją przyrządzić z tego, co znajduje się w domu. Powstała ona dzięki temu, że w powiecie kazimierskim istniała mocno zakorzeniona tradycja uprawy warzyw. W latach sześćdziesiątych XX wieku przepisu na nią uczono także na kursach dla gospodyń wiejskich.